# Cum saepe accidere
Cum saepe accidere ist der Titel eines Breve vom 28. Februar 1592 von Papst Clemens VIII. In dem Schriftstück regelt der Papst einige Frage im Umgang der katholischen Kirche mit Juden.
In diesem Breve erneuerte der Papst die Regelungen der Bullen Romanus Pontifex, Christi Vicarius in terris von Pius V. und Cum nimis absurdum von Paul IV. Darüber hinaus wurde den Juden in Avignon der Handel mit neuen Waren verboten.
Ein Jahr später, am 25. Februar 1593, erließ Clemens dann die Bulle Caeca et obdurata Hebraeorum perfidia, in der der Papst noch weitere strengere Regeln festsetzte.